# Шило
Ши́ло (вероятно от праслав. *šidlо, от šiti — «шить», родственно лат. sūbulа — «шило» и нем. siulа — «шило») — игла с рукоятью.
В других источниках указано что Ши́ло (ср.) острый на тычок стальной прут, спица, осаженная в колодочку, для протыканья дыр, бол. при шитье кожи, сапожный и шорный инструмент для прокалывания кожи при шитье. Шило используется закройщиками и сапожниками для прокалывания плотных материалов, к примеру, кожи. Находит применение и у других мастеров (у столяров, плотников — шило столярное), в качестве канцелярской принадлежности, электромонтажного инструмента.
Шило может иметь деревянную, пластмассовую или металлическую рукоять. В отличие от швейной иглы, наконечник шила не имеет отверстия. Известны случаи, когда длинное шило было применено как колющее холодное оружие. В жаргоне части военнослужащих ВС Союза СССР шилом назывался спирт.

## Фразеологизмы
- Солдат шилом бреется, дымом греется.[4]
- Хоть шило, лишь бы брило.
- У людей и шило бреет, а у нас и ножи неймут.
- «Шилом моря не нагреешь.[4]»
- «Хватил шилом патоки![4]»
- «Кривое шило под небеса уходило, по-немецки говорило?[4]»
- Словно кто его шилом жегонул![4]
- Его как шилом подняло.[4]
- Его отсюда шилом не выковырнешь, ломом не выломишь![4]
- «Шило в стену и на койку» — профессиональная поговорка сапожников (о конце рабочей недели)
- «Шила в мешке не утаишь[4]»
- «Менять шило на мыло»
- «Шило в заднице»